# Конвенто деле Грације (Анкона)
Конвенто деле Грације је насеље у Италији у округу Анкона, региону Марке.
Према процени из 2011. у насељу је живело 3 становника. Насеље се налази на надморској висини од 46 м.